# Гречане
Греча́не — село в Україні, у Петриківській селищній громаді Дніпровського району Дніпропетровської області. Населення за переписом 2001 року становить 1 004 особи.

## Географія
Село Гречане знаходиться на лівому березі річки Оріль (нове річище), вище за течією на відстані 2,5 км розташоване село Проточі, нижче за течією примикає село Іванівка, на протилежному березі — село Сорочине. На території села кілька озер — залишки старого річища річки. Поруч проходить автомобільна дорога Т 0441 (Н31).

## Історія
Станом на 1886 рік в селі мешкало 600 осіб, налічувалось 79 дворів.

## Населення

### Мова
Розподіл населення за рідною мовою за даними перепису 2001 року:
| Мова       | Кількість | Відсоток |
| ---------- | --------- | -------- |
| українська | 972       | 96.81%   |
| російська  | 30        | 2.99%    |
| білоруська | 2         | 0.20%    |
| Усього     | 1004      | 100%     |

## Економіка
- ТОВ АФ «Славутич».

## Об'єкти соціальної сфери
- Школа I-II ст.
- Фельдшерсько-акушерський пункт.
- Будинок культури.

## Козацький хутір Галушківка
Хутір Галушківка (сучасна територія села Гречане Петриківського району) заснований наприкінці XVI століття козаками, що селилися на території Дикого Поля. Спочатку поселення входило до Самарської паланки. Пізніше, з середини XVII століття — в Протовчанська паланку Запорізької Січі.
Ідея створення в околицях Петриківки музею просто неба «Козачий хутір» витає в повітрі з 1993 року, коли етнографічна експедиція «Чумацький шлях» під керівництвом Василя Скуратівського досліджувала на території колишньої Протовчанської паланки архітектуру, народний одяг і тканини, лікарські рослини, фольклор, народне мистецтво місцевих жителів.
Відтворений ентузіастами громадської організації "Козацтво Придніпров'я" козацький хутір Галушківка знаходиться на околиці села Гречане. Етнографічний комплекс включає макет козацького укріплення і три селянські садиби XIX в. У першій садибі розташовується корчма та музей сільського побуту, друга - це садиба місцевого художника, де можна зупинитися на нічліг. Третя — садиба гончаря, знаходиться на реконструкції. У музеї представлені предмети народного побуту, а також колекція козацької зброї: фальконет і бомбарда, пістолі, шаблі. За попередніми заявками проводяться екскурсії та майстер-класи з гончарства, проходять кінні уявлення, відзначаються народні свята. Гостям пропонується традиційний козацький обід: куліш, вареники, узвар.

### Галерея

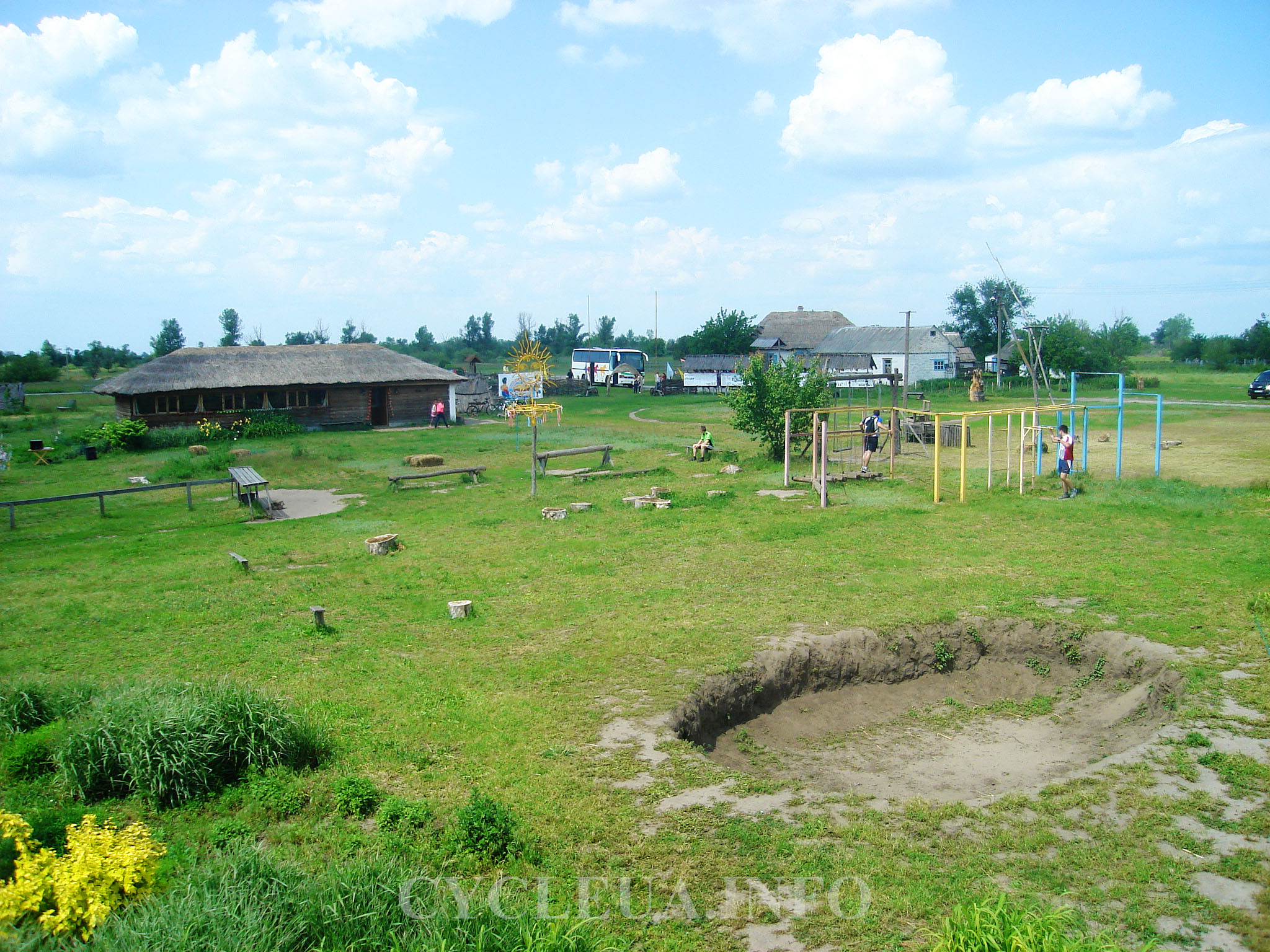

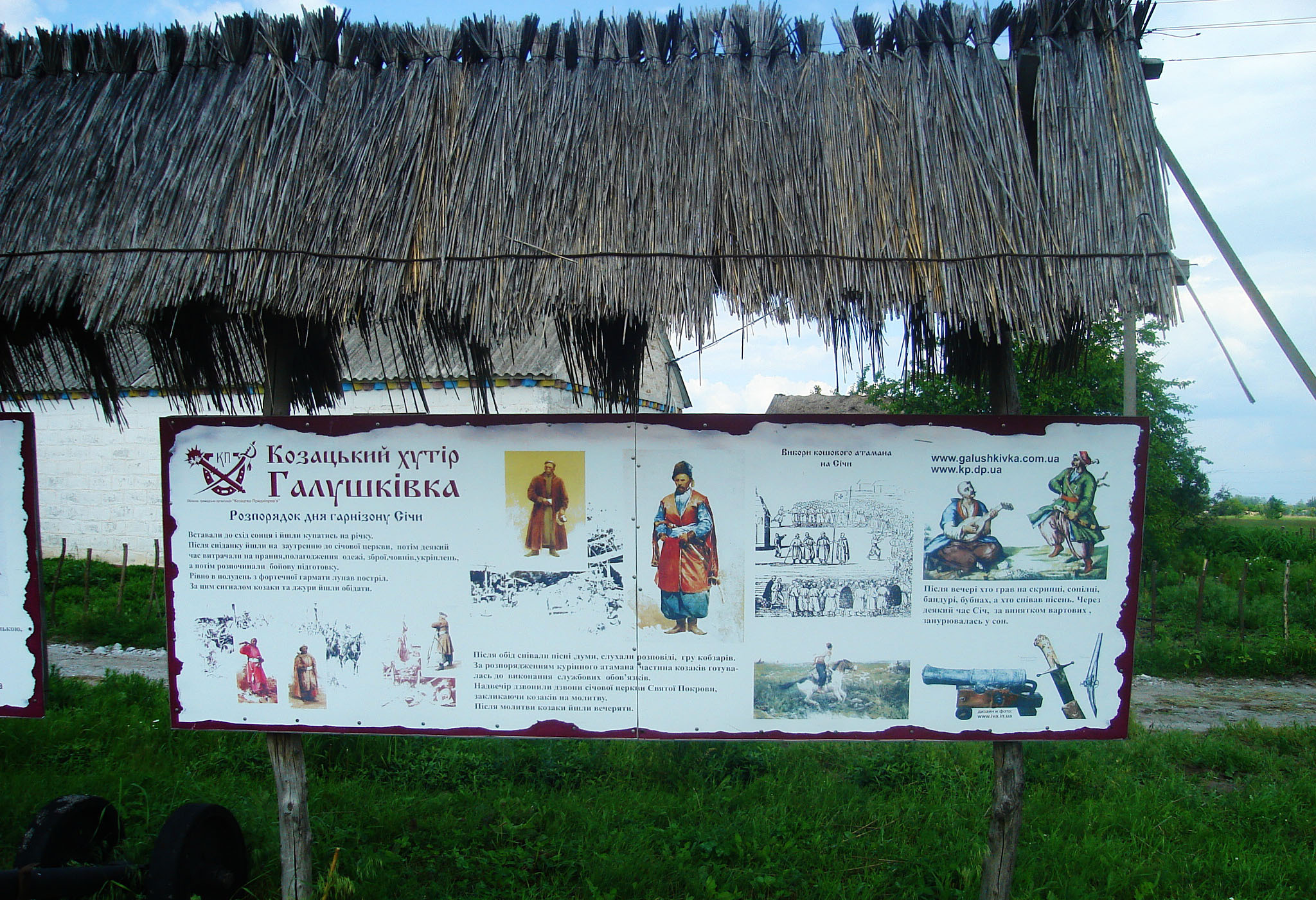

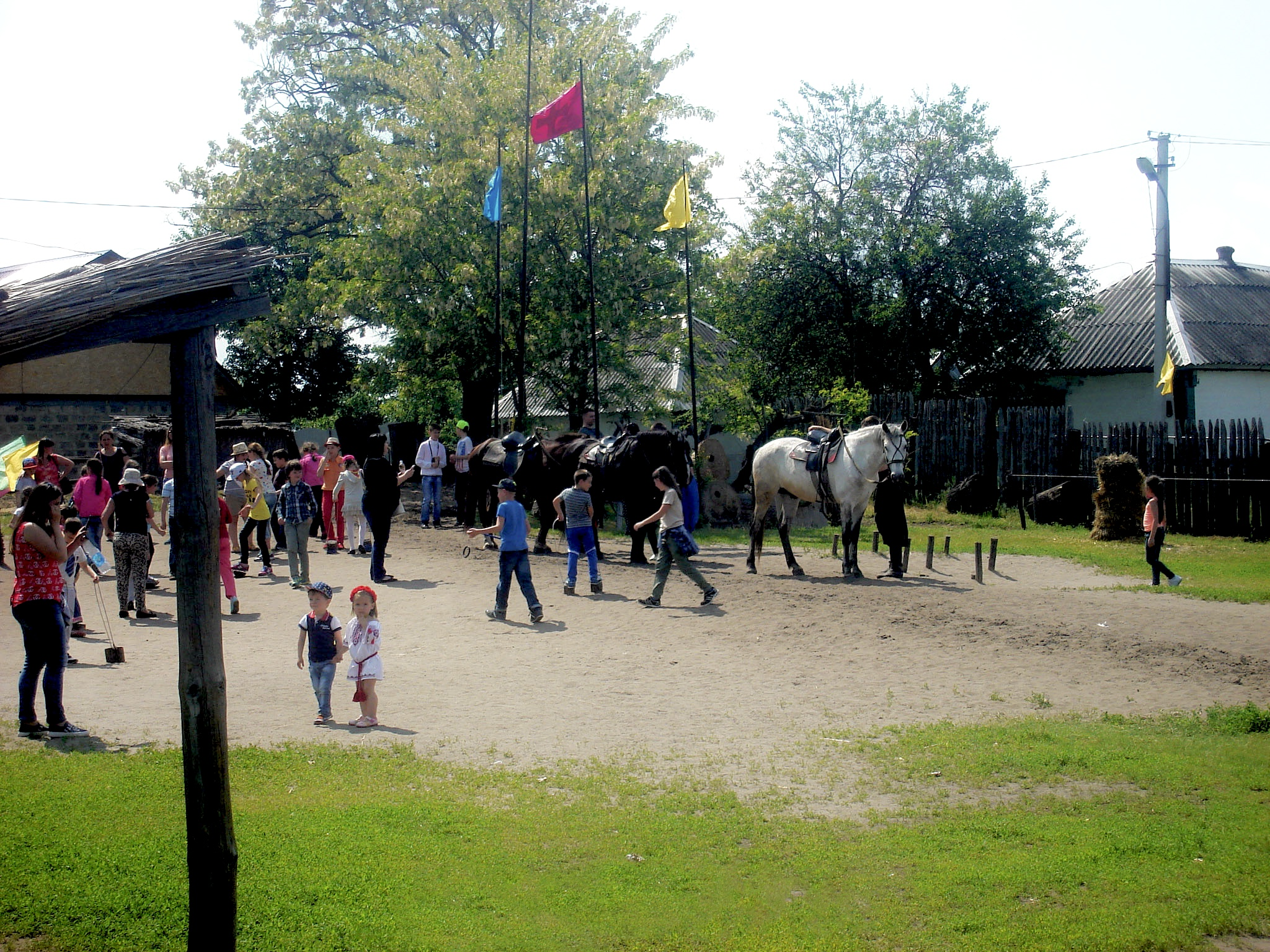